# Balle (erilaz)

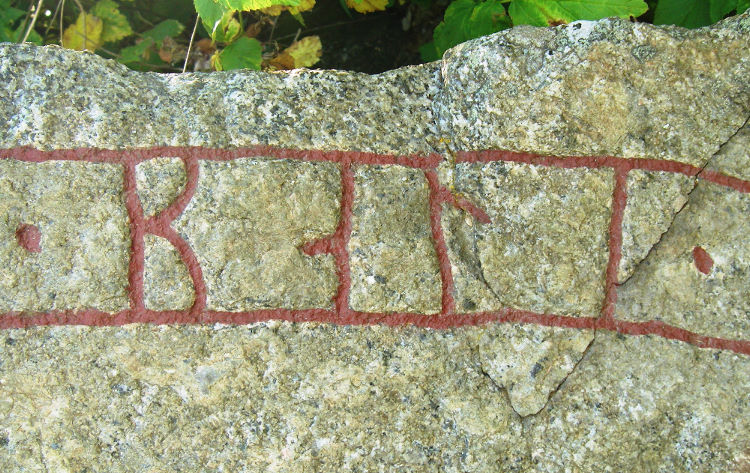
Detalle del nombre Balle sobre la U 873 en Örsunda.

Balle (nórdico antiguo: BalliR) o Balle el Rojo (nórdico antiguo: Rauð-BalliR) fue un maestro grabador de runas (erilaz) activo durante la segunda mitad del siglo XI al oeste de Uppland, Västmanland y norte de Södermanland, en Suecia

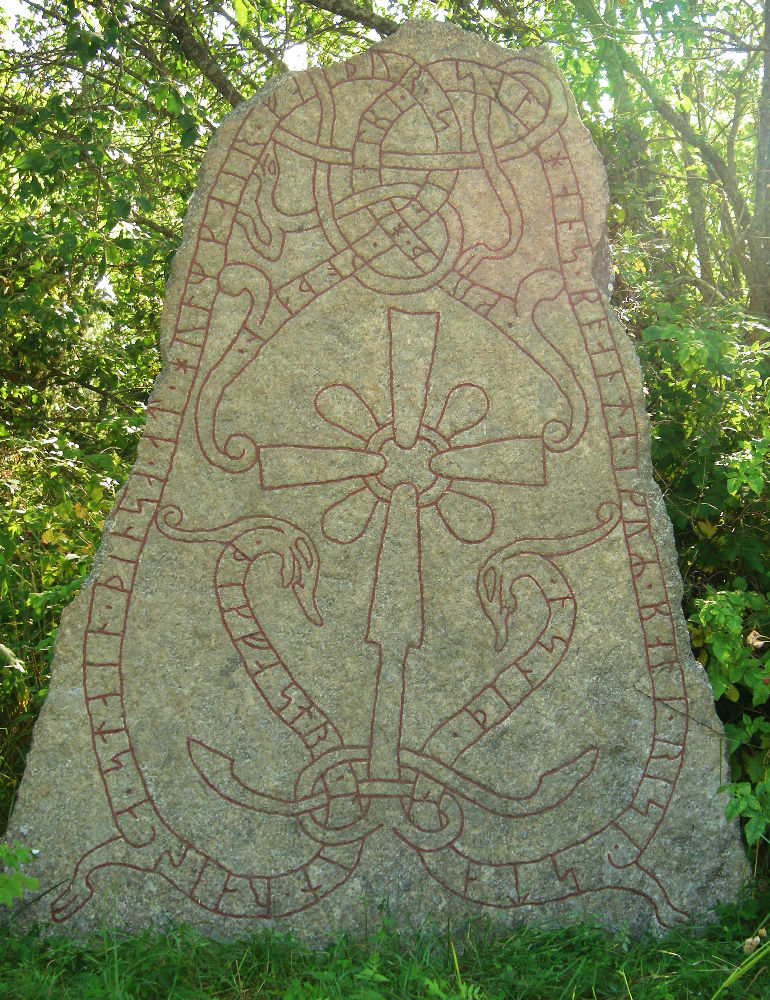
U 873 en Örsunda firmada por Balle.

A diferencia de otras regiones de Europa durante la Alta Edad Media, muchos escandinavos probablemente sabían leer y escribir, bien sobre hueso o madera. Balle es conocido por su trabajo en estilo Urnes. El estilo Urnes es la última fase de los estilos de zoomorfo decoración vikinga que se desarrolló durante la segunda parte del siglo XI y el comienzo del siglo XII.
Existen veinticuatro piedras rúnicas que han sobrevivido y firmadas por Balle, a menudo en la forma poética en nórdico antiguo como aparece en la piedra rúnica U 729 en Ågersta. También hay otras veinte obras que se atribuyen a Balle basándose en el análisis de estilo. Como en el caso de Halvdan, Balle usaba un signo de puntuación que separaba cada palabra en el texto rúnico. A menudo también usaba puntuaciones en las letras e-, g-.

## Piedras firmadas
Rundata cataloga más de veinte inscripciones firmadas por Balle, entre ellas Sö 92 en Husby Kyrkogård, Sö 203 en Östa, Sö 210 en Klippinge, Sö 214 en Årby, U 647 en Övergran, U 699 en Amnö, U 705 en Öster-Dalby, U 707 en Kungs-Husby, U 721 en Löt, U 726 en Ramby, U 729 en Ågersta, U 740 en Hemsla, U 744 en Gidsmarken, U 750 en Viggby, U 753 en Litslena Prästgård, U 756 en Ullstämma, U 770 en Tjursåker, U 819 en Mysinge, U 829 en Furby, U 873 en Örsunda, Piedra rúnica de Altuna U 1161 en Altuna (también firmadas por otros erilaz), Vs 15 en Lilla Kyringe y Piedra rúnica de Odendisa Vs 24 en Hassmyra.

## Balle el Rojo
La piedra rúnica Vs 15 en Lilla Kyringe yVs 24 en Hassmyra están firmadas por un maestro llamado Balle el Rojo. Las runas de ambas piedras muestran el nombre roþbalir. No obstante, debido a diferencias en la ornamentación y ortografía, algunos runólogos han cuestionado que Balle y Balle el Rojo sean la misma persona.

## Galería

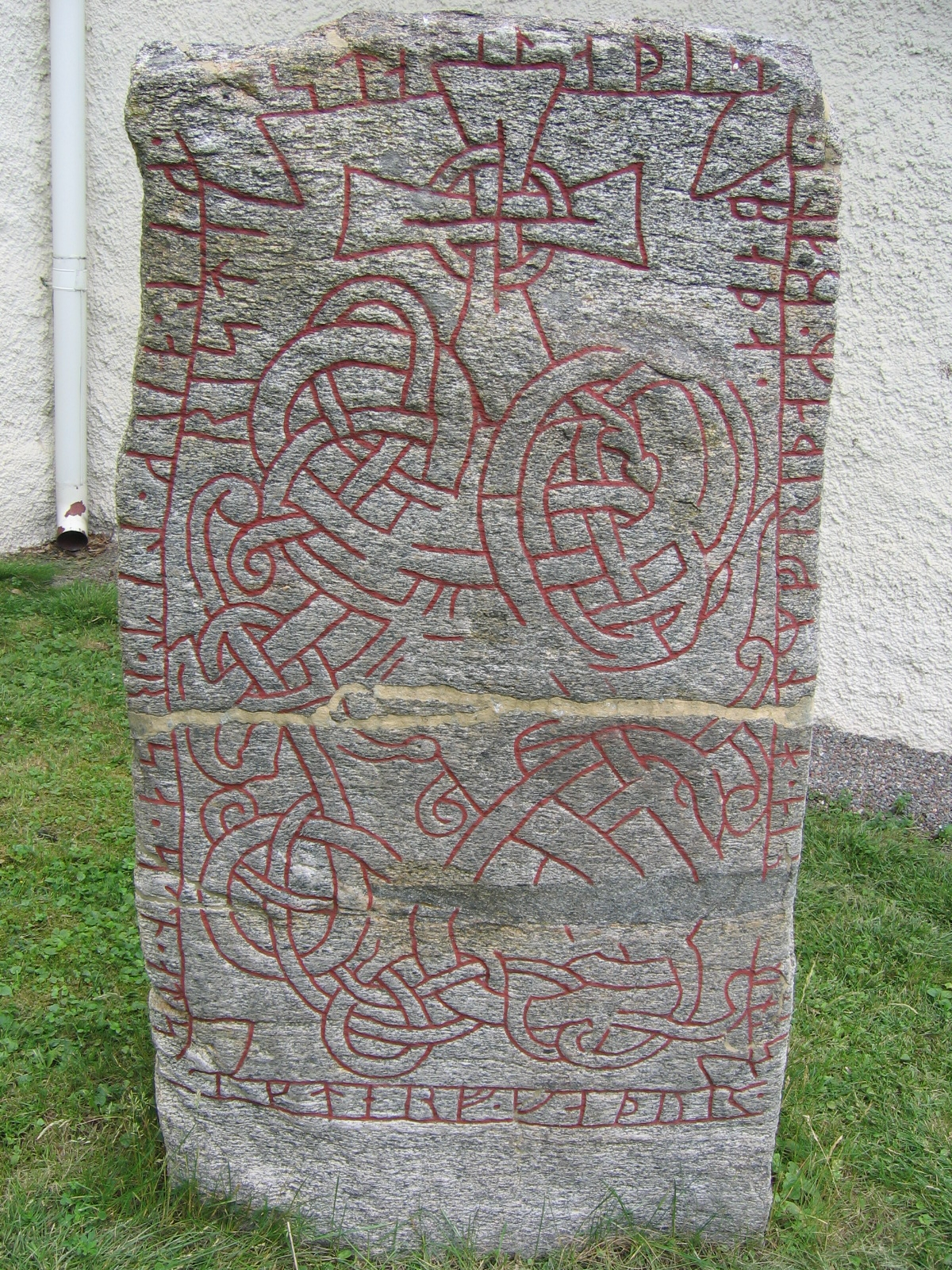
Estela U 647 firmada por Balle.
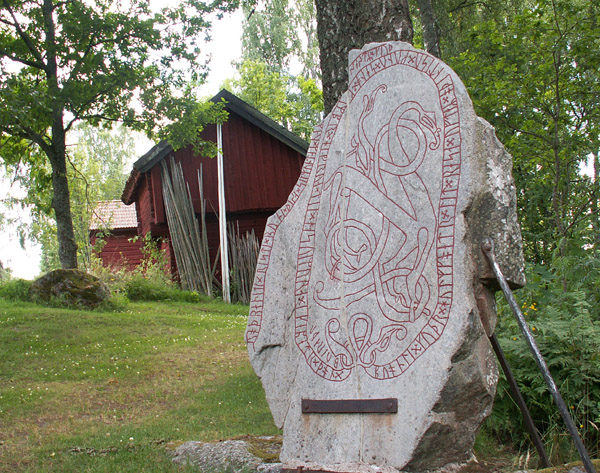
Piedra rúnica de Odendisa (Vs 24) firmada por Balle el Rojo.
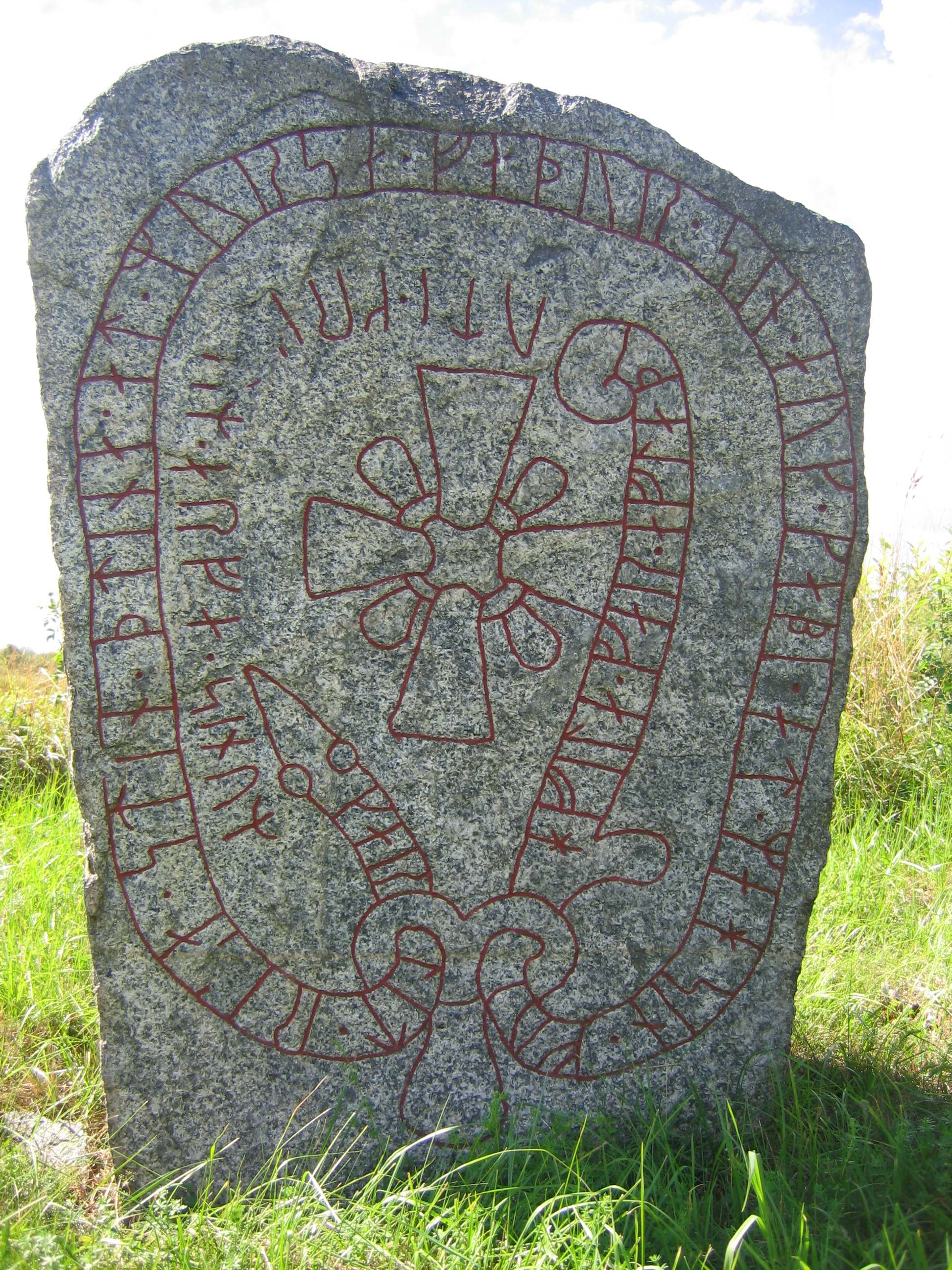
U 792 autoría atribuida a Balle.
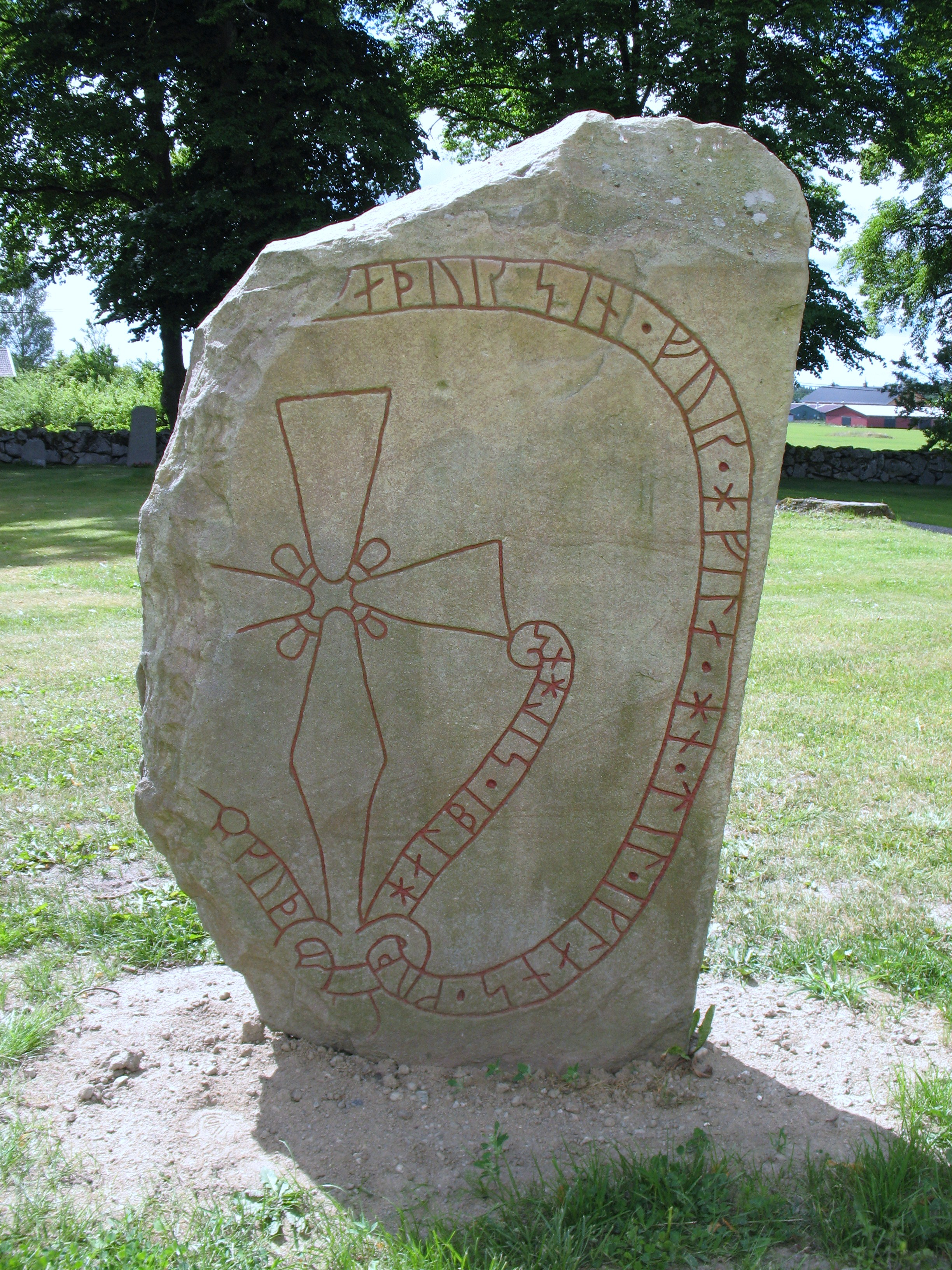
Sö 207 autoría atribuida a Balle.